# (58579) Ehrenberg
(58579) Ehrenberg (1997 SQ2) – planetoida z grupy pasa głównego asteroid okrążająca Słońce w ciągu 3 lat i 107 dni w średniej odległości 2,21 j.a. Została odkryta 24 września 1997 roku w Ondrejovie przez Lenkę Šarounovą.